# The Best of 1980–1990
The Best of 1980–1990 — перша компіляція найкращих пісень ірландського рок-гурту U2, виданий в листопаді 1998 року. Диск переважно містить хіти гурту вісімдесятих років, а також один новий запис. В квітні 1999 року був випущений відповідний відеоальбом (містить відеокліпи і одне концертне відео). В 2002 році за ним вийшла ще одна компіляція The Best of 1990-2000.

## Про альбом
Обмежена версія видання, що містить додатковий диск зі бікми «Б» синглів, була випущена в той же день, що і 1-дискова версія. На момент його виходу було заявлено, що 2-дискове видання буде доступне лише в перший тиждень продажів. Хоча ця заява і не матеріалізувалася, результатом став дуже високий попит на 2-дискову версію.
Хлопчик на обкладинці — Пітер Роуен, брат друга Боно Гуггі (справжнє ім'я Дерек Роуен) з Virgin Prunes. Він також з'являється на обкладинках першого синглу Three, двох із трьох перших альбомів гурту ,Boy і War, і інтернет-релізу Early Demos.

## Список композицій
Перший диск
Автор музики U2, слова Боно. 
| #     | Назва                                             | Альбом                               | Тривалість |
| ----- | ------------------------------------------------- | ------------------------------------ | ---------- |
| 1.    | «Pride (In the Name of Love)»                     | The Unforgettable Fire (1984)        | 3:48       |
| 2.    | «New Year's Day» (Special version)                | War (1983)                           | 4:17       |
| 3.    | «With or Without You»                             | The Joshua Tree (1987)               | 4:55       |
| 4.    | «I Still Haven't Found What I'm Looking For»      | The Joshua Tree (1987)               | 4:38       |
| 5.    | «Sunday Bloody Sunday»                            | War (1983)                           | 4:40       |
| 6.    | «Bad» (Best Of edit)                              | The Unforgettable Fire (1984)        | 5:50       |
| 7.    | «Where the Streets Have No Name» (Best Of edit)   | The Joshua Tree (1987)               | 4:35       |
| 8.    | «I Will Follow»                                   | Boy (1980)                           | 3:36       |
| 9.    | «The Unforgettable Fire»                          | The Unforgettable Fire (1984)        | 4:53       |
| 10.   | «Sweetest Thing» (The Single mix)                 | Сингл «Sweetest Thing»               | 3:00       |
| 11.   | «Desire»                                          | Rattle and Hum (1988)                | 2:59       |
| 12.   | «When Love Comes to Town»                         | Rattle and Hum (1988)                | 4:17       |
| 13.   | «Angel of Harlem»                                 | Rattle and Hum (1988)                | 3:49       |
| 14.   | «All I Want Is You» / «October» (прихований трек) | Rattle and Hum (1988) October (1981) | 6:31 2:21  |
| 65:35 |                                                   |                                      |            |

| Японський бонус-трек | Японський бонус-трек        | Японський бонус-трек |
| #                    | Назва                       | Тривалість           |
| -------------------- | --------------------------- | -------------------- |
| 15.                  | «One Tree Hill»             | 5:24                 |
| 16.                  | «October» (прихований трек) | 2:20                 |
| 69:32                |                             |                      |

The B-sides 1980–1990 (у виданні з обмеженим тиражем)
Автор музики і слів U2, якщо не вказано інше. 
| #     | Назва                                             | Сингл                                        | Тривалість |
| ----- | ------------------------------------------------- | -------------------------------------------- | ---------- |
| 1.    | «The Three Sunrises»                              | «The Unforgettable Fire»                     | 3:52       |
| 2.    | «Spanish Eyes»                                    | «I Still Haven't Found What I'm Looking For» | 3:14       |
| 3.    | «Sweetest Thing»                                  | «Where the Streets Have No Name»             | 3:03       |
| 4.    | «Love Comes Tumbling»                             | «The Unforgettable Fire»                     | 4:40       |
| 5.    | «Bass Trap»                                       | «The Unforgettable Fire»                     | 3:31       |
| 6.    | «Dancing Barefoot» (Патті Сміт, Іван Крал)        | «When Loves Comes to Town»                   | 4:45       |
| 7.    | «Івrlasting Love» (Мак Гейден, Базз Кейсон)       | «All I Want Is You»                          | 3:20       |
| 8.    | «Unchained Melody» (Алекс Норт/Хай Зарет)         | «All I Want Is You»                          | 4:52       |
| 9.    | «Walk to the Water»                               | «With or Without You»                        | 4:49       |
| 10.   | «Luminous Times (Hold on to Love)» (U2/Браян Іно) | «With or Without You»                        | 4:35       |
| 11.   | «Hallelujah Here She Comes»                       | «Desire»                                     | 4:00       |
| 12.   | «Silver and Gold» (Боно)                          | «Where the Streets Have No Name»             | 4:37       |
| 13.   | «Endless Deep»                                    | «Two Hearts Beat as One»                     | 2:57       |
| 14.   | «A Room at the Heartbreak Hotel»                  | «Angel of Harlem»                            | 4:32       |
| 15.   | «Trash, Trampoline and the Party Girl»            | «A Celebration»                              | 2:33       |
| 59:53 |                                                   |                                              |            |

## Позиції в чартах і сертифікації
| Країна            | Найвища позиція           | Сертификація |
| ----------------- | ------------------------- | ------------ |
| Австралія         | 1                         | 8×Платиновий |
| Австрія           | 1                         | 2×Платиновий |
| Бельгія           | 1                         | 6×Платиновий |
| Канада            | 1                         | 6×Платиновий |
| Данія             | 8                         | Платиновий   |
| Європейський Союз | 1                         | 7×Платиновий |
| Фінляндія         | 3                         | Золотий      |
| Франція           | 1                         | Платиновий   |
| Німеччина         | 1                         | Платиновий   |
| Угорщина          | 3                         | Золотий      |
| Нідерланди        | 1                         | Платиновий   |
| Нова Зеландія     | 1                         | 6×Платиновий |
| Норвегія          | 2                         | Платиновий   |
| Швейцарія         | 1                         | 4×Платиновий |
| Швеція            | 1                         | Золотий      |
| Велика Британія   | 1                         | 5×Платиновий |
| США               | 2 (The Best Of & B-Sides) | 2×Платиновий |
| США               | 45 (The Best Of)          | 2×Платиновий |

## Відео
Музика та слова U2. Всі треки були ремастировані для цього релізу.
1. «Pride (In the Name of Love)»
2. «New Year's Day»
3. «With or Without You»
4. «I Still Haven't Found What I'm Looking For»
5. «Sunday Bloody Sunday» (з Under a Blood Red Sky: Live at Red Rocks)
6. «Bad» (з фільму Rattle and Hum)
7. «Where the Streets Have No Name»
8. «I Will Follow»
9. «The Unforgettable Fire»
10. «Sweetest Thing»
11. «Desire»
12. «When Love Comes to Town»
13. «Angel of Harlem»
14. «All I Want Is You»
15. «One Tree Hill» (з раніше не видавався матеріалу для фільму Rattle and Hum)